# Adalbert Ritter von Schmid

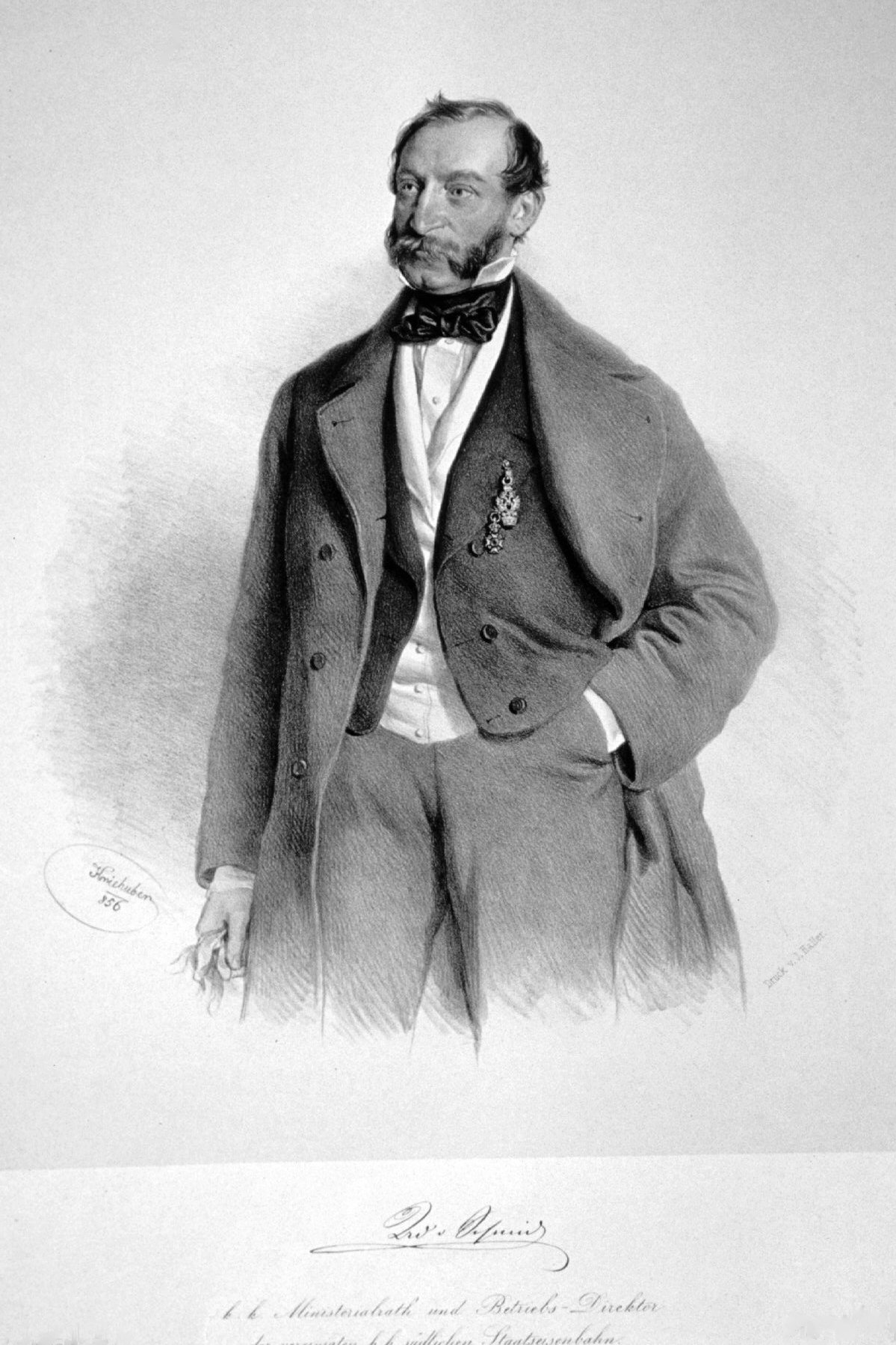
Adalbert von Schmid, Lithographie von Josef Kriehuber, 1856

Adalbert Ritter von Schmid (* 1804 in Gurschdorf in Österreichisch-Schlesien; † 1868 in Wien) war ein österreichischer Eisenbahntechniker und Ministerialrat im Handelsministerium in Wien.

## Leben
Schmid wurde 1850 zum Generaldirektor der Abteilung für den Eisenbahnbetrieb ernannt. 1851 wurde die „Eisenbahnbetriebsordnung für Österreich“ erlassen, an der er maßgeblich mitarbeitete. Anschließend wurde er zum Vorstand der neuen Generaldirektion der Kommunikationen ernannt, der Eisenbahnaufsichtsbehörde. 1853 war er Referent für Eisenbahnbetriebsangelegenheiten im Handelsministerium. Ab 1855 Betriebsdirektor der südlichen Staatsbahnen Wien–Graz bis zum Verkauf der Staatsbahnen im Dezember 1858. 1861 kam er in das neu errichtete Ministerium für Handel und Volkswirtschaft und ging 1866 in den Ruhestand.
Schmid gilt als Erfinder der „kontinuierlichen Schraubenradbremse System Schmid“. Sie unterscheidet sich von den anderen Friktionsbremsen dadurch, dass das Anziehen der Bremsklötze nicht unmittelbar durch die Friktionsrollen bewirkt, sondern mit letzteren ein Schraubenbremsapparat betätigt wird, durch den das Anziehen der Bremsklötze erfolgt. Während bei der Heberlein-Bremse die Räder der gebremsten Fahrzeuge entgegen der Fahrrichtung nicht gehalten sind und ein Strecken des Zugs infolge der Pufferwirkung oder ein Rückwärtsrollen auf einer Steigung nicht verhindert wird, bleibt diese Bremse für jede Fahrrichtung geschlossen. Anfang des 20. Jahrhunderts kam man von der Verwendung der Schmidschen Bremse ab, da z. B. bei langen Güterzügen keine gleichmäßige Bremswirkung erreicht werden konnte.

## Schriften
- Die Beurteilung der Semmering-Lokomotive
- Berechnungen der Leistungsfähigkeit von Lokomotiven und die Betriebskosten der Eisenbahnen
- Über die Konservierung von Eisenbahnschwellen
- Über die Elektrizität als Telegraph und Wächter auf Eisenbahnen

## Quelle
- Röll, Freiherr von: Enzyklopädie des Eisenbahnwesens, Band 8. Berlin, Wien 1917, S. 364–365., http://www.zeno.org/Roell-1912/A/Schmid